# Pseudounipolare Nervenzelle

Morphologische Unterscheidung von Nervenzellen:
1 unipolare Nervenzelle
2 bipolare Nervenzelle
3 multipolare Nervenzelle
4 pseudounipolare Nervenzelle

Pseudounipolare Nervenzellen sind Nervenzellen, die aus Perikaryon, einem Axon und einem axon-ähnlichen Dendriten bestehen und typischerweise im somatosensorischen System (z. B. Tastsinn, Propriozeption) zu finden sind. Bei diesen Nervenzellen teilt sich das Axon nahe dem Perikaryon in 2 Äste auf, von denen ein Ast (der Dendrit) in die Peripherie zieht (z. B. Haut und Muskulatur) und ein anderer in das Zentralnervensystem. Die Perikarya der somatosensorischen Neurone befindet sich in den Spinalganglien und den trigeminalen Kerngebieten. Der in der Peripherie gelegene Axon-ähnliche Dendrit nimmt Informationen in Form von Reizen auf und leitet diese an das Aktionspotential generierende Initialsegment weiter. Dieses befindet sich typischerweise nahe den peripheren, rezeptiven (reizaufnehmenden) Bereichen. Das Aktionspotential wird nun über das gesamte Axon geleitet, bis es auf eine synaptische Endigung trifft.